# Trzciniak żółtawy
Trzciniak żółtawy (Acrocephalus mendanae) – gatunek ptaka z rodziny trzciniaków (Acrocephalidae). Występuje endemicznie w Polinezji Francuskiej. Długość ciała wynosi około 18 cm.

## Systematyka
Trzciniaka żółtawego łączono niekiedy w jeden gatunek z trzciniakiem długodziobym (A. caffer) i koralowym (A. atyphus), te trzy taksony różnią się jednak pod względem morfologii i zachowania. Obecnie wyróżnia się cztery podgatunki A. mendanae:
- Acrocephalus mendanae dido – Ua Pou.
- Acrocephalus mendanae mendanae – Hiva Oa i Tahuata.
- Acrocephalus mendanae consobrina – Moho Tani.
- Acrocephalus mendanae fatuhivae – Fatu Hiva.

W starszym ujęciu systematycznym do A. mendanae zaliczano kolejne cztery podgatunki, które wydzielone zostały do odrębnego gatunku o nazwie trzciniak żółtobrewy (A. percernis).

## Ekologia i zachowanie
Ptaki tego gatunku zasiedlają zazwyczaj nizinne plantacje, zakrzewione zbocza wzgórz i podmokłe wyżynne lasy do wysokości 1200 m n.p.m. Zjadają głównie owady, w tym prostoskrzydłe, muchówki, chrząszcze, błonkoskrzydłe, niewielkie motyle i ich larwy. Brak wyraźnego sezonu lęgowego, gniazda znajdywano niemal w każdym miesiącu.

## Status
IUCN uznaje trzciniaka żółtawego za gatunek najmniejszej troski (LC, Least Concern). Liczebność populacji nie została oszacowana, ale ptak ten opisywany jest jako bardzo liczny. Trend liczebności populacji uznawany jest za stabilny.